# Операција Лабрадор
Операција Лабрадор била је операција под лажном заставом коју је спровела Контраобавештајна служба (КОС) Југословенског ратног ваздухопловства у главном граду Хрватске, Загребу, током раних фаза рата у Хрватској. Осмишљен је као серија терористичких напада са циљем стварања имиџа Хрватске као профашистичке државе. Две експлозије извршена су 19. августа 1991. године, једно у Дому Јеврејске заједнице и друго у близини јеврејских гробова на гробљу Мирогој; није било жртава. Додатни напади били су усмерени на железничку мрежу и били су осмишљени да умешају хрватског председника. Операција Лабрадор је допуњена Операцијом Опера — пропагандном кампањом коју је осмислио КОС да би дезинформисао медије.
Даље активности операције Лабрадор прекинуте су у септембру, након што су хрватске власти заузеле регионални штаб Југословенског ратног ваздухопловства у Загребу и заплениле документацију у вези са операцијом. Властима је требало скоро месец дана да анализирају заробљене документе, што је дало време главним агентима који су учествовали у бомбашким нападима да побегну. Петнаест других је ухапшено у вези са нападом, али су касније пуштени у размену заробљеника. Петорици агената КОС-а, који су учествовали у операцији Лабрадор, суђено је у Савезној Републици Југославији, по оптужбама за тероризам, али су ослобођени. Хрватске власти су ухватиле двојицу агената КОС-а, који су учествовали у операцији и судили им, заједно са још седам агената којима је суђено у одсуству. Притвореници су ослобођени оптужби, док су они којима је суђено у одсуству осуђени.
Постојање операције Лабрадор додатно је потврђено сведочењем бившег агента КОС-а, мајора Мустафе Чандића, током суђења Слободану Милошевићу пред Међународним кривичним судом за бившу Југославију 2002. године.

## Историјска позадина
У августу 1990. дошло је до побуне у Хрватској са средиштем у претежно српским насељеним подручјима Далматинске загоре код Книна, Лике, Кордуна и Баније и источне Хрватске. Подручја су касније названа САО Крајина (Српска аутономна област) и, након што су локални лидери објавили намеру да интегришу САО Крајину са Србијом, Влада Хрватске је покрет за отцепљење САО Крајине прогласила побуном. До марта 1991. сукоб је ескалирао у рат. У јуну 1991. Хрватска је прогласила независност након распада Југославије. Уследио је тромесечни мораторијум, након чега је декларација ступила на снагу 8. октобра 1991.
Пошто је Југословенска народна армија (ЈНА) пружила подршку руководству САО Крајине и хрватској полицији која није могла да се избори са ситуацијом, у мају 1991. формиран је Збор народне гарде (ЗНГ). Развој војске Хрватске био је ометен ембаргом УН на оружје који је уведен у септембру, док је војни сукоб у Хрватској наставио да ескалира. ЈНА је држала значајне снаге у главном граду Хрватске, Загребу, током 1991.

## Експлозије
У августу 1991. године, Контраобавештајна служба Југословенског ратног ваздухопловства (КОС) извела је низ активности, под шифрованим називом Операција Лабрадор, са циљем да дискредитује новоизабрану хрватску владу. Планирано је да Операција Лабрадор обухвати неколико терористичких напада који би ишли руку под руку са активностима Операције Опера — пропагандне кампање осмишљене како би се медији хранили дезинформацијама. Ове две операције имале су за циљ да прикажу Хрватску као профашистичку државу. Алтернативни назив за Операцију Опера је био Операција Опера-Оријенталис, или Операција Опера Ориенталис.
Операцијом Лабрадор руководио је генерал-пуковник Слободан Ракочевић, начелник југословенског ваздухопловства КОС-а са седиштем у Земуну. У Загребу је оперативна контрола Лабрадора додељена потпуковнику Ивану Саболовићу, и мајору Чеди Кнежевићу. Потпуковник Раденко Радојчић је био задужен за складиштење знатне количине експлозива у Загребу и околини и накнадно постављање експлозивних направа на за то одређена мјеста. Експлозив и друга муниција били су ускладиштени на неколико локација.
Дана 19. августа, у оквиру операције Лабрадор постављене су бомбе у Јеврејски општински центар у Палмотићевој улици у Загребу и јеврејски гробови на гробљу Мирогој. Експлозије су изазвале материјалну штету, али није било жртава. Није било јавних преузимања одговорности за напад. Осим две експлозије у Загребу, сматрало се да су агенти активни у оквиру операције Лабрадор одговорни и за дизање у ваздух дела пруге Загреб–Београд код Винковаца и пруге између Глине и Војнића. Напади на железницу се такође наводе као део операције Опера.

## Последице
Непосредно након бомбашких напада у Загребу, Јосип Манолић, који је тада био именован за шефа хрватске обавјештајне службе, тврдио је да су одговорни хрватски десничарски екстремисти. Операција Лабрадор је прекинута након што су ЗНГ и хрватска полиција заузели штаб југословенског ратног ваздухопловства у Загребу 15. септембра 1991. године, током битке код касарне. Материјали заробљени у објекту били су шифре и компјутерски дискови у вези са операцијом Лабрадор, као и Саболовићеве белешке. Саболовић је материјал предао свом непосредном претпостављеном у штабу Мирку Мартићу, али Мартић није успео да их уништи. Као одговор, Саболовић је побегао из Загреба. Хрватској полицији требало је скоро месец дана да правилно анализира заробљени материјал и разоткрије операцију Лабрадор. Саболовић је касније тврдио да је само део мреже Операције Лабрадор разбијен, али му је противречио мајор КОС-а Мустафа Чандић који је био постављен у земунском седишту КОС-а.
Водеће хрватске политичке странке оградиле су се од догађаја и позвале су на хитну реакцију и истрагу.
У јесен 1991. године, хрватске обавештајне службе покренуле су Операцију Јањичар чији је циљ био разбијање преостале мреже КОС-а у Хрватској. Операција је била заједничка операција свих хрватских обавјештајних служби. Овластили су га Иван Векић и Гојко Шушак, тадашњи министри унутрашњих послова и одбране, а на челу ланца одлучивања био је  Јосип Перковић. До краја 1991. ухапшено је петнаест осумњичених; они су накнадно размењени за Антона Кикаша, којег је ЈНА заробила док је кријумчарио авион са оружјем у Хрватску. Операција је такође довела до откривања списка осумњичених оперативаца КОС-а у Хрватској са 1.789 имена и псеудонима.
Ракочевићу, Саболовићу, Радојчићу и још двојици бивших агената КОС-а суђено је у Београду 1993. године. Петорица су оптужени за подстицање на тероризам и друга кривична дела али су сви ослобођени. Радојчић је поново ухапшен у Загребу крајем 1993. Друго суђење Радојчићу и осморици оптужених за операције Лабрадор и Опера, одржано је у Загребу и завршено је ослобађајућом пресудом Радојчићу и Ратомиру Мажибради, који су били у притвору, и осуђујућим пресудама осталим оптуженима којима је суђено у одсуству.
Сведочећи на суђењу Слободану Милошевићу у Међународном кривичном суду за бившу Југославију 2002. године, Чандић је навео да су сви агенти операције Лабрадор напустили Загреб и са собом понели преосталу документацију. Он је рекао и да је КОС 1991. имао широку мрежу доушника у оквиру хрватских обавештајних служби и владајуће Хрватске демократске заједнице. Чандић је такође сведочио да је експлозија на делу железнице код Винковаца имала за циљ да умеша председника Хрватске Фрању Туђмана.
У периоду од фебруара до септембра 1992. године извршена је санација штете од бомбе на Јеврејском општинском центру, помоћу државних средстава.